# Archivio glottologico italiano
Archivio glottologico italiano (Archive glottologique italien en italien, AGI en sigle) est une revue de philologie, de dialectologie et de linguistique italienne. Son premier tome est publié en 1873 sous la direction de Graziadio Isaia Ascoli.